# Salmone
Salmone (en griego, Σαλμώνη) es el nombre de una antigua ciudad griega de Élide.
Estrabón señala que su nombre deriva de un rey de la mitología griega llamado Salmoneo y la ubica en Pisátide, de donde era una de sus ocho ciudades, cerca de Heraclea, junto a una fuente que llevaba su mismo nombre y que era de donde manaba el río Enipeo. Se encontraba en el camino entre Olimpia y Elis, y aunque su situación exacta no se conoce con seguridad se supone que debía estar al norte de la población actual de Karatula.